# Хиромити Нагано
Хиромити Нагано (яп. 長野 弘路一 Hiromichi Nagano, родился 19 июня 1947 в городе Кагосима, Япония — 1 декабря 2017) — японский мастер боевых искусств, 8-й дан айкидо Ёсинкан, Сихан, 5-й дан Дзюдо, 2-й дан Годзюрю Каратэдо, 1-й дан Кэндо, 1-й дан Кэмпо, 1-й дан Дзёдо.

## Обучение в школе Ёсинкан
В 1984 году, во время разговора со своим учителем по дзюдо, изъявил желание глубоко изучить Айкидо, далее по рекомендации наставника, Хиромити Нагано провел встречу с Кёити Иноуэ и Годзо Сиодой, получил разрешение на занятия и приступил к занятиям айкидо в Хомбу додзё Ёсинкан под руководством Годзо Сиоды, а также стал его ути-дэси.

## Хронология
1961 г. — 1 дан Кэндо.
1964 г. — 1 дан Кэмпо.
1966 — 1971 г. — преподаёт Дзюдо, для полиции Токио.
1968 г. — учёба в академии Дзюдо.
1969 г. — 4 дан Дзюдо, 1 дан Дзёдо.
1978 г. — 2 дан Годзюрю Каратэдо.
1980 г. — 5 дан Дзюдо.
1983 г. — Ути-дэси у Кэндзи Симидзу, Тэндорю Айкидо.
1985 г. — Ути-дэси у Годзо Сиода, Йошинкан Айкидо.
1986 г. — 5 дан Ёсинкан Айкидо, открывает Додзё в Мюнхене.
1992 г. — 6 дан Ёсинкан Айкидо.
1999 г. 26-28 февраля — проводит первый семинар в Украине.
2001 г. 3 ноября — организовал в Мюнхене. международные учебно-тренировочные сборы под руководством Такафуми Такено (8 дан), посвящённые 15-ти летию открытия своего Додзё.
2006 г. — 7 дан Ёсинкан Айкидо.
2014 г. — 8 дан Ёсинкан Айкидо.

## Настоящее время
Хиромити Нагано — первый президент Федерации, утвердил её название и логотип, был профессиональным инструктором, официальным представителем (Shibucho) Международной Федерации Ёсинкан Айкидо в Германии, курировал: Италию, Украину, Польшу, Румынию, Швейцарию. Верующий, исповедовал Нитирэн Буддизм.
Хиромити Нагано умер в Мюнхене 1 декабря 2017 года

## Выдающиеся ученики

### Украина
- Лимарев Роман Николаевич (5 дан Айкидо Ёсинкан)[6][7];
- Красовский Аркадий Николаевич (5 дан Айкидо Ёсинкан)[8][9]